# Seymour River
Seymour River är ett vattendrag i Kanada.   Det ligger i provinsen British Columbia, i den centrala delen av landet, 3 200 km väster om huvudstaden Ottawa.
I omgivningarna runt Seymour River växer i huvudsak barrskog. Runt Seymour River är det mycket glesbefolkat, med 2 invånare per kvadratkilometer.